# Sauce gombo
La sauce gombo est une sauce gluante à base de gombos frais ou secs, originaire d’Afrique de l'Ouest. Elle accompagne les plats de poisson ou de viande. On la trouve au Mali, en république démocratique du Congo, en Guinée-Conakry,en Côte d’Ivoire,au Cameroun, au Sénégal, au Togo, au Bénin ou encore en Guinée-Bissau.
Elle est appelée fevi au Bénin, gan-nah au Mali, soupoukandja au Sénégal, dongo dongo en république démocratique du Congo, kopé en Côte d'Ivoire, takou en Guinée-Bissau, fetri dessi au Togo ou encore daraba au Tchad.

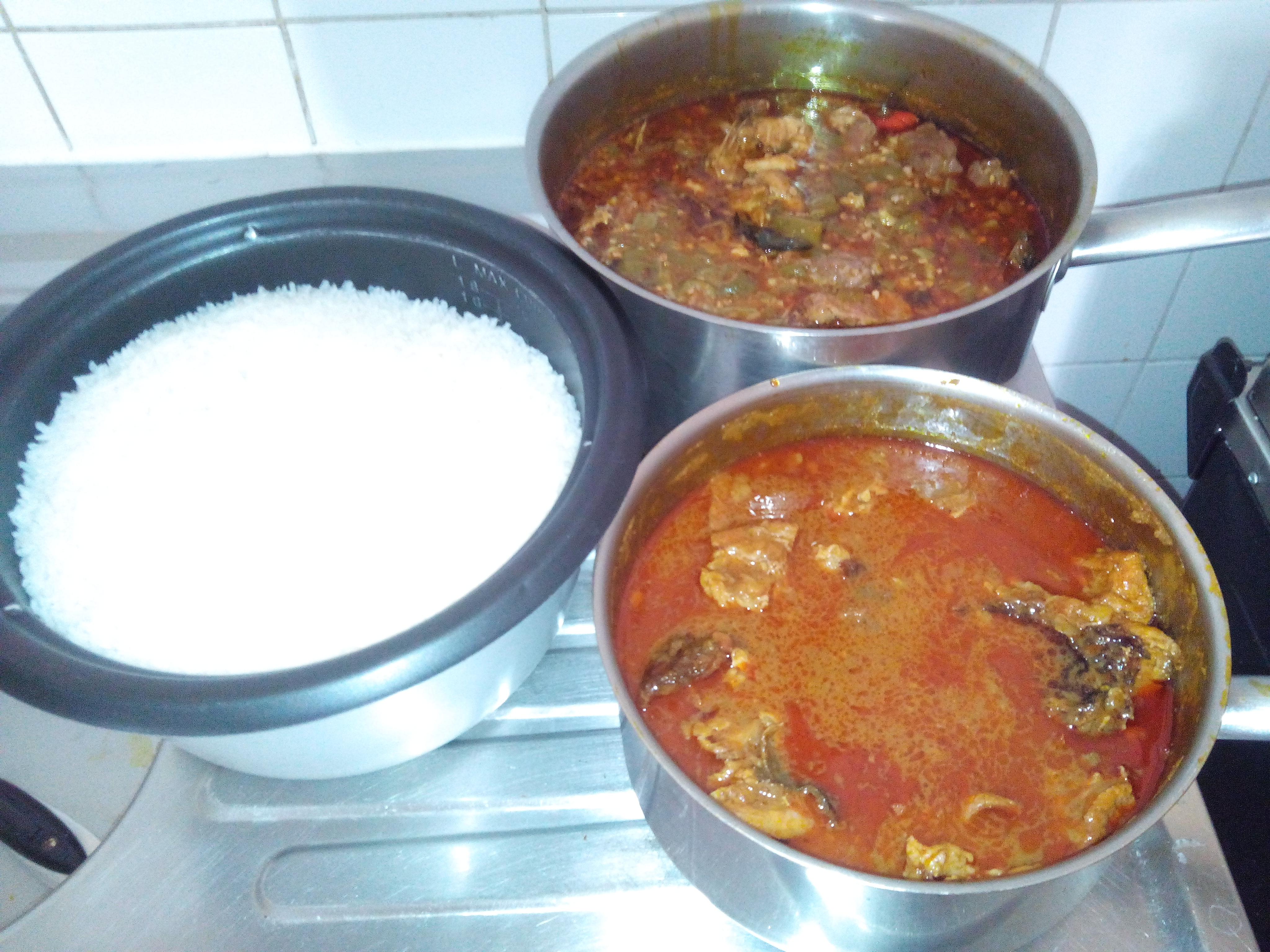
Sauce gombo.

## Notes et références

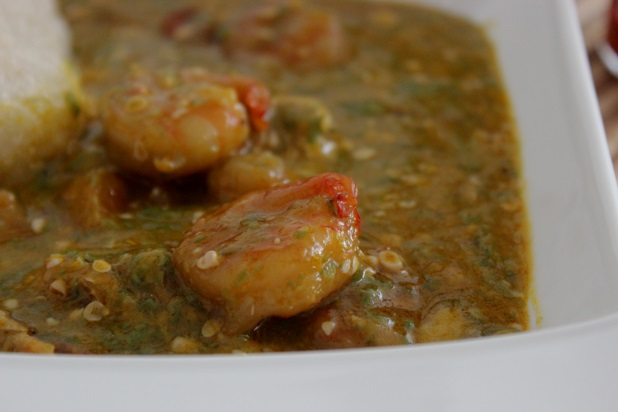
Sauce gombo, Togo.

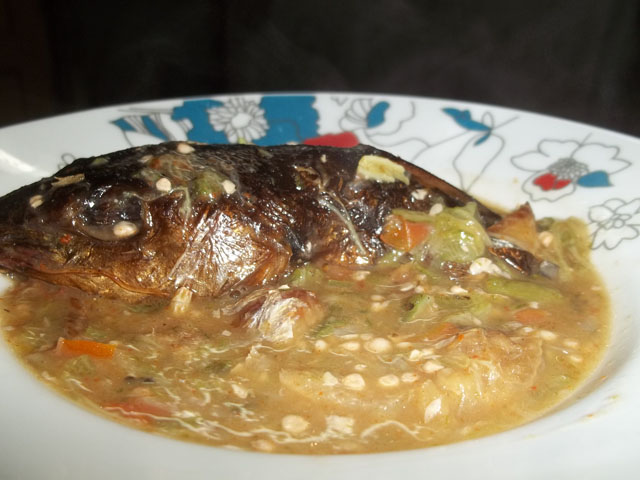
Sauce gombo et mâchoiron fumé.